# Killing Floor 2
Killing Floor 2 é um jogo eletrônico de tiro em primeira pessoa e sobrevivência cooperativa desenvolvido e publicado pela Tripwire Interactive. É uma sequência do jogo Killing Floor de 2009. Uma versão em acesso antecipado foi lançada para Microsoft Windows em abril de 2015 e o jogo foi lançado oficialmente em novembro de 2016 para o Windows e Playstation 4. O jogo utiliza uma versão altamente modificada da Unreal Engine 3 da Epic Games. O jogo está previsto para ser lançado para Linux e SteamOS.

## Jogabilidade
Killing Floor 2 é um jogo eletrônico de tiro em primeira pessoa, que pode ser jogado sozinho ou cooperativamente com até seis jogadores. O jogo é baseado nos eventos de Killing Floor, onde um surto mortal da empresa de biotecnologia Horzine criou Zeds (criaturas semelhantes a zumbis) que se espalharam rapidamente pela Europa, paralisando a resposta da União Européia. Em Killing Floor 2, que acontece um mês após os eventos do primeiro jogo, o surto se espalhou para além da Europa, fazendo com que os governos entrassem em colapso e os sistemas de comunicação falhassem.
A jogabilidade consiste em jogadores que lutam através de ondas contra Zeds. À medida que as ondas passam, a contagem de inimigos aumenta dependendo do número de jogadores, e diferentes tipos de inimigos são introduzidos até a a onda final que culmina em uma luta contra um chefe. O personagem do chefe será determinado aleatoriamente no início da última onda, com cada chefe possuindo estratégias diferentes para derrotá-lo. Os jogadores estão equipados com armas corpo a corpo e armas de fogo, uma seringa de cura e um soldador usado para bloquear passagens. Armas aleatórias, munições e armaduras podem ser encontradas explorando o nível, embora os jogadores tenham uma quantidade limitada de peso que possam transportar.
Quando os jogadores matam um Zed, eles ganham dinheiro e pontos de experiência no jogo. Conseguindo realizar certos tipos de mortes, como um tiro na cabeça, fará com que o jogo entre em um "zed time", um período de segundos onde todas as ações do jogo para todos os jogadores são mais lentas, o que para os jogadores pode ser usado para mirar cuidadosamente o próximo tiro ou iniciar um curso de ação diferente. O jogador pode sofrer danos dos Zeds, e podem ser regenerados utilizando sua própria seringa médica em si mesmos ou possuir outro personagem usando o deles, entre outros itens de cura. Uma vez que a saúde de um jogador é drenada, o personagem do jogador morrerá e eles não irão reaparecer até o final da onda atual; Se caso todos os jogadores estiverem mortos simultaneamente, a missão falha. Os jogadores ganham um bônus monetário por sobreviver a uma rodada, que podem ser usados para comprar e vender armaduras corporais, munições e armas em uma loja que só está aberta por um tempo limitado entre as rodadas. As partidas do jogo podem ser configuradas com base no número de rodadas antes da luta contra o chefe e em quatro níveis de dificuldade. Um patch lançado no início de 2016 incluiu uma opção de dificuldade dinâmica, onde um "Controlador de Jogo" do computador poderá alterar a força de ataque das ondas subsequentes, tornando-as mais fáceis ou difíceis, com base no desempenho atual dos jogadores.
Antes de iniciar uma partida no jogo, o jogador pode selecionar um dos vários perks que representam classes básicas de combate (como "médico de campo", "comando" ou "suporte") que possuem várias habilidades distintas, como melhores danos com tipos específicos de armas, curando outros personagens ou soldando portas de forma mais eficaz. No meta-jogo, os jogadores ganham pontos de experiência para o personagem obter níveis de experiência em qualquer um dos perks, bastando que eles realizem ações relacionadas a classe do perk específico; Por exemplo, curar outros jogadores resultará em ganho de experiência em "médico de campo", mesmo que o jogador não use o perk de "médico de campo". A maior parte da experiência é obtida utilizando armas específicas para tais classes, como armas explosivas para a classe de "demolições". Cada nível aumenta as estatísticas de habilidades básicas do personagem do jogador quando eles usam o perk, enquanto a cada cinco níveis, o jogador pode habilitar uma das duas habilidades específicas em seu personagem. Elas consistem em uma combinação de habilidades passivas e ativas, incluindo algumas que podem beneficiar os outros membros da equipe. Os jogadores também têm a capacidade de configurar seu personagem no jogo através de uma série de pessoas pré-fabricadas e opções para coloração e acessórios de roupas, embora estes não tenham impacto na jogabilidade.
Um patch de abril de 2016 adicionou um modo de jogador versus jogador, no qual um ou mais jogadores assumiram o papel de um Zed para matar os jogadores mercenários. Os jogadores baseados em Zed são capazes de utilizar as habilidades dos Zeds como estão apresentadas no jogo, como, por exemplo, um Stalker Zed que permanece invisível enquanto não está atacando.

## Recepção
Killing Floor 2 recebeu críticas "geralmente favoráveis" de acordo com o site agregador de avaliações Metacritic. No entanto, assim como no jogo anterior, as análises negativas dos críticos consideraram que a falta de qualquer argumento ou objetivo real para os jogadores além de matar espécimes, o pequeno número de mapas existentes e a jogabilidade repetida reduziram seu valor de rejogabilidade.